# Liste der kanadischen Senatoren aus Manitoba
Die Liste der Senatoren Kanadas aus Manitoba zeigt alle ehemaligen und aktuellen Mitglieder des kanadischen Senats aus der Provinz Manitoba. Die Provinz wird durch sechs Senatoren vertreten.
Gemäß dem Manitoba Act von 1870 hatte die Provinz zunächst Anrecht auf zwei Sitze. Als die Bevölkerungszahl auf über 75.000 stieg, kamen zwei weitere Sitze hinzu. Mit der revidierten Fassung des British North America Act von 1915 erhöhte sich die Anzahl auf sechs. Darüber hinaus wurde die Möglichkeit geschaffen, pro senatorische Region zwei zusätzliche Senatoren zu ernennen. Manitoba gehört zur Region Westkanada, die auch Alberta, British Columbia und Saskatchewan umfasst.

## Amtierende Senatoren
|  | Name               | Partei       | Division | Ernennung am  | Vorschlag von | Zwingender Rücktritt |
|  | ------------------ | ------------ | -------- | ------------- | ------------- | -------------------- |
|  | Raymonde Gagné     | Unabhängig   | Manitoba | 1. Apr. 2016  | J. Trudeau    | 7. Jan. 2031         |
|  | Mary Jane McCallum | Unabhängig   | Manitoba | 4. Dez. 2017  | J. Trudeau    | 1. Mai 2027          |
|  | Marilou McPhedran  | Unabhängig   | Manitoba | 10. Nov. 2016 | J. Trudeau    | 22. Juli 2026        |
|  | Don Plett          | Konservative | Manitoba | 27. Aug. 2009 | Harper        | 14. Mai 2025         |

## Ehemalige Senatoren
|  | Name                         | Partei                  | Division           | Ernennung am  | Vorschlag von | Mandatsende   |
|  | ---------------------------- | ----------------------- | ------------------ | ------------- | ------------- | ------------- |
|  | Arthur-Lucien Beaubien       | Liberale                | Provencher         | 29. Jan. 1940 | King          | 1. Feb. 1969  |
|  | Aimé Bénard                  | Konservative            | Saint-Boniface     | 3. Sep. 1917  | Borden        | 8. Jan. 1938  |
|  | Thomas-Alfred Bernier        | Konservative            | Saint-Boniface     | 27. Nov. 1892 | Bowell        | 30. Dez. 1908 |
|  | Charles Arkoll Boulton       | Liberal-Konservative    | Marquette          | 10. Dez. 1889 | Macdonald     | 15. Mai 1899  |
|  | Patricia Bovey               | Unabhängig (PSG)        | Manitoba           | 10. Nov. 2016 | J. Trudeau    | 14. Mai 2023  |
|  | George Henry Bradbury        | Konservative            | Selkirk            | 17. Dez. 1917 | Borden        | 6. Sep. 1925  |
|  | JoAnne Buth                  | Konservative            | Manitoba           | 6. Jan. 2012  | Harper        | 10. Aug. 2014 |
|  | Sharon Carstairs             | Liberale                | Manitoba           | 15. Sep. 1994 | Chrétien      | 17. Okt. 2011 |
|  | Maria Chaput                 | Liberale                | Manitoba           | 12. Dez. 2002 | Chrétien      | 29. Feb. 2016 |
|  | Noé Chevrier                 | Liberale                | Winnipeg           | 18. Jan. 1909 | Laurier       | 9. Okt. 1911  |
|  | Thomas Crerar                | Liberale                | Churchill          | 18. Apr. 1945 | King          | 31. Mai 1966  |
|  | John Caswell Davis           | Liberale                | Winnipeg           | 25. Jan. 1949 | Saint-Laurent | 25. Okt. 1953 |
|  | Ronald Duhamel               | Liberale                | Manitoba           | 15. Jan. 2002 | Chrétien      | 30. Sep. 2002 |
|  | Douglas Everett              | Unabhängig              | Fort Rouge         | 8. Nov. 1966  | Pearson       | 20. Jan. 1994 |
|  | Robert Forke                 | Progressive             | Brandon            | 30. Dez. 1929 | King          | 2. Feb. 1934  |
|  | Marc-Amable Girard           | Liberale                | Saint-Boniface     | 13. Dez. 1871 | Macdonald     | 12. Sep. 1892 |
|  | Joseph-Philippe Guay         | Liberale                | Saint-Boniface     | 23. März 1978 | P. Trudeau    | 4. Okt. 1990  |
|  | James Haig                   | Progressiv-Konservative | River Heights      | 15. Juni 1962 | Diefenbaker   | 29. Dez. 1977 |
|  | John Thomas Haig             | Progressiv-Konservative | Winnipeg           | 14. Aug. 1935 | Bennett       | 17. Jan. 1962 |
|  | John Howden                  | Liberale                | Saint-Boniface     | 18. Apr. 1945 | King          | 4. Nov. 1959  |
|  | Olive Irvine                 | Progressiv-Konservative | Lisgar             | 14. Jan. 1960 | Diefenbaker   | 1. Nov. 1969  |
|  | Duncan Jessiman              | Progressiv-Konservative | Manitoba           | 26. Mai 1993  | Mulroney      | 5. Juni 1998  |
|  | Janis Johnson                | Konservative            | Winnipeg-Interlake | 27. Sep. 1990 | Mulroney      | 27. Sep. 2016 |
|  | John Nesbitt Kirchhoffer     | Konservative            | Selkirk            | 16. Dez. 1892 | Thompson      | 22. Dez. 1914 |
|  | Richard Kroft                | Liberale                | Manitoba           | 11. Juni 1998 | Chrétien      | 24. Sep. 2004 |
|  | Alphonse Larivière           | Konservative            | Provencher         | 23. Okt. 1911 | Borden        | 1. Sep. 1917  |
|  | Lendrum McMeans              | Konservative            | Winnipeg           | 26. Juli 1917 | Borden        | 13. Sep. 1941 |
|  | William Craig McNamara       | Liberale                | Winnipeg           | 7. Okt. 1970  | P. Trudeau    | 8. Aug. 1979  |
|  | Gildas Molgat                | Liberale                | Sainte-Rose        | 7. Okt. 1970  | P. Trudeau    | 28. Feb. 2001 |
|  | John Patrick Molloy          | Liberale                | Provencher         | 6. Okt. 1925  | King          | 16. März 1948 |
|  | Nathan Nurgitz               | Progressiv-Konservative | Winnipeg North     | 3. Okt. 1979  | Clark         | 9. Feb. 1993  |
|  | Dufferin Roblin              | Progressiv-Konservative | Red River          | 23. März 1978 | P. Trudeau    | 17. Juni 1992 |
|  | Frederick Laurence Schaffner | Konservative            | Souris             | 23. Nov. 1917 | Borden        | 22. Mai 1935  |
|  | John Christian Schultz       | Liberal-Konservative    | Manitoba           | 23. Sep. 1882 | Borden        | 1. Juli 1888  |
|  | William Sharpe               | Konservative            | Manitou            | 10. Feb. 1916 | Borden        | 19. Apr. 1942 |
|  | Murray Sinclair              | Unabhängig (ISG)        | Manitoba           | 2. Apr. 2016  | J. Trudeau    | 31. Jan. 2021 |
|  | Mira Spivak                  | Unabhängig              | Manitoba           | 17. Nov. 1986 | Mulroney      | 12. Juli 2009 |
|  | Terry Stratton               | Konservative            | Red River          | 25. März 1993 | Mulroney      | 16. März 2013 |
|  | John Sutherland              | Unabhängig              | Kildonan           | 13. Dez. 1871 | Macdonald     | 13. Apr. 1899 |
|  | Gunnar Thorvaldson           | Progressiv-Konservative | Winnipeg South     | 29. Jan. 1958 | Diefenbaker   | 2. Aug. 1969  |
|  | William Michael Wall         | Liberale                | Winnipeg           | 28. Juli 1955 | Saint-Laurent | 7. Juli 1962  |
|  | Robert Watson                | Liberale                | Portage la Prairie | 29. Jan. 1900 | Laurier       | 19. Mai 1929  |
|  | Findlay Young                | Liberale                | Killarney          | 29. Jan. 1900 | Laurier       | 15. Feb. 1916 |
|  | Paul Yuzik                   | Progressiv-Konservative | Winnipeg South     | 4. Feb. 1963  | Diefenbaker   | 9. Juli 1986  |
|  | Rod Zimmer                   | Liberale                | Manitoba           | 2. Aug. 2005  | Martin        | 2. Aug. 2013  |

## Regionale Senatoren der westlichen Provinzen
Die nachfolgenden Senatoren wurden gemäß Artikel 26 der Verfassung zu zusätzlichen Vertretern der westlichen Provinzen ernannt. Diese Regelung kam bisher nur einmal zur Anwendung. Gibt es in einer Provinz eine Vakanz, so wird der frei werdende Sitz automatisch mit einem regionalen Senator besetzt.
|  | Name          | Partei                  | Division           | Ernennung am  | Vorschlag von | Mandatsende   |
|  | ------------- | ----------------------- | ------------------ | ------------- | ------------- | ------------- |
|  | Eric Berntson | Progressiv-Konservative | Saskatchewan       | 27. Sep. 1990 | Mulroney      | 27. Feb. 2001 |
|  | Janis Johnson | Konservative            | Winnipeg-Interlake | 27. Sep. 1990 | Mulroney      | 27. Sep. 2016 |